# Pavle van Servië

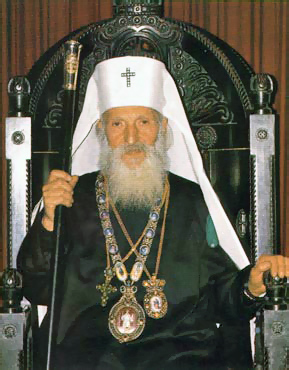
Patriarch Pavel

Patriarch Pavle (Servisch: Павле), geboren als Gojko Stojčević (Servisch: Гојко Стојчевић), (Kućanci (Slavonië), 11 september 1914 - Belgrado, 15 november 2009) was de 44e primaat van de Servisch-orthodoxe Kerk. Zijn ambtstermijn begon in 1990. In mei 2008 werd hij wegens gezondheidsredenen uit zijn ambt ontheven. Hij bleef echter titulair hoofd van de Servisch-orthodoxe Kerk.
Hij overleed op 15 november 2009. De Heilige Synode, onder voorzitterschap van nestor-bisschop Amfilohije, nam de patriarchale functies waar totdat op 22 januari 2010 Irinej tot zijn opvolger werd gekozen.